# Neocordulia pedroi
Neocordulia pedroi là loài chuồn chuồn trong họ Synthemistidae. Loài này được Costa, Carriço & Santos mô tả khoa học đầu tiên năm 2010.